# 阿伯拉罕·伊本·埃茲拉
亞伯拉罕·伊本·埃茲拉（西班牙語：Abraham ibn Ezra，1089年—约1167年） ，又譯作亞伯拉罕·伊本·以斯拉，是十二世紀的猶太裔的西班牙學者，同時也是科學家、註釋家、詩人。

## 對十七世紀英國的影響
十七世紀時的英國學術圈，對猶太作家所撰寫有關於猶太典籍、科學論文、及聖經註釋，已經打下很好的研究基礎時；其中，伊本‧埃茲拉運用多元領域的知識來處理文本之方法，便對十七世紀的學者很有影響。例如，十七世紀的醫生和占星家尼古拉斯‧庫爾佩珀便廣泛地使用了伊本‧埃茲拉所撰寫的醫療-星相學之工作書《Sefer Ha-Me'orot (The Book of Lights)》；在他所翻譯的短文中便提出，古代的醫師（Physitians）已經發了疾病的變化和判斷與月球行徑有關，這可能源於伊本‧埃茲拉的書中寫到：偉大的醫學家希望能明白疾病發展的每一天歷程；不過，除了從月球行徑中找到原因，其他並沒有發現什麼（Ibn Ezra, Sefer Ha-Me'orot 8）。由此可知，十二世紀的學者已經注意到月球週期、與疾病診斷醫療上的關聯性。除此以外，伊本．埃茲拉的聖經註釋及希伯來文詩作也受到十七世紀英國學者的廣泛討論和比較。